# Иллоккортоормиут

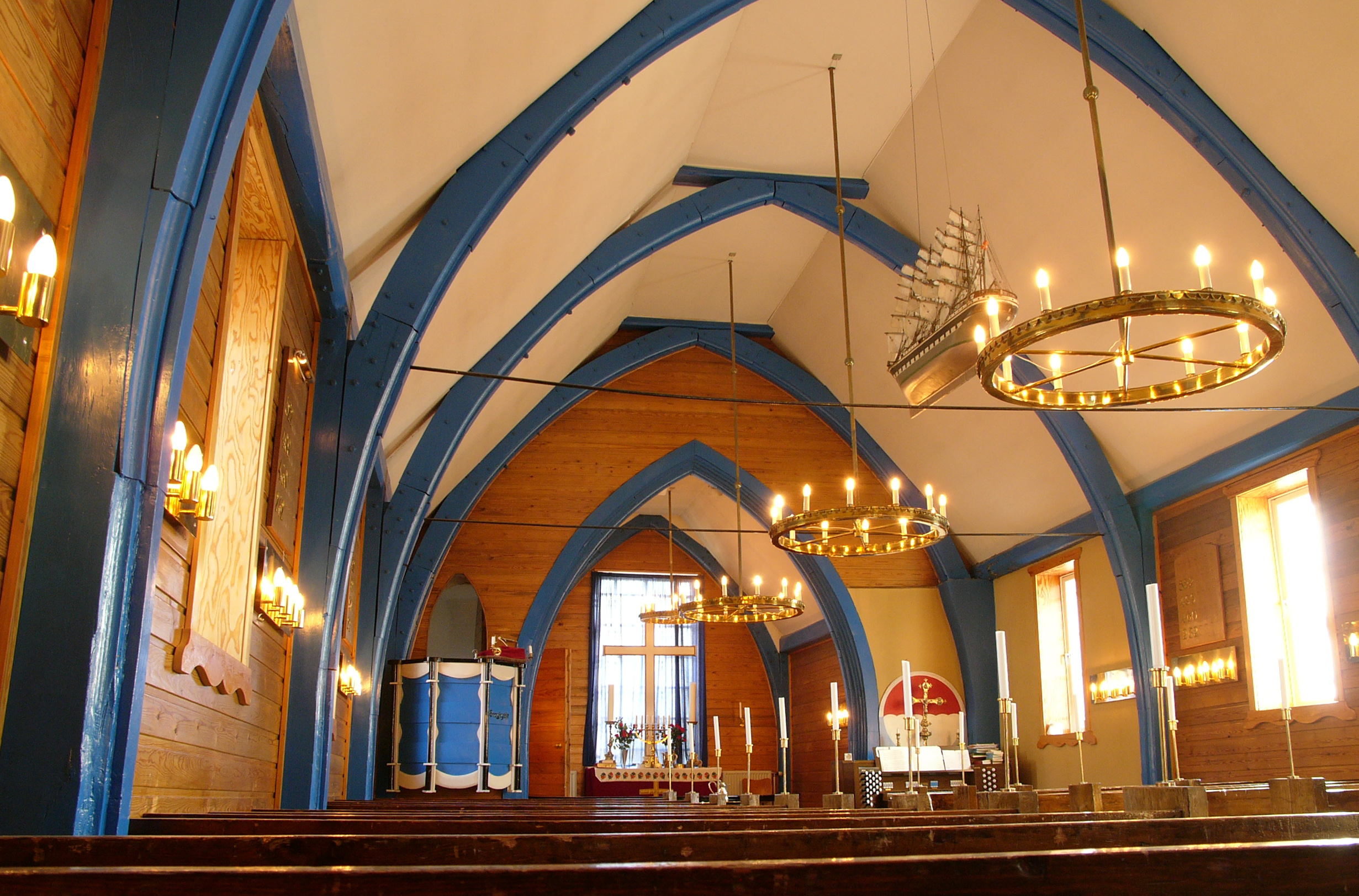
Внутри церкви Иттоккортоормиита

Иллоккортоормиут (вост.-гренл. Illoqqortoormiut, станд. гренл. Ittoqqortoormiit [itːoqːɔʁtɔːʁmiːt] Иттоккортоормиит; дат. Scoresbysund Скорсбисунн) — город на востоке Гренландии, в коммуне Сермерсоок. Административный центр бывшей коммуны Иллоккортоормиут, упразднённой с 2009 года. Это один из самых удалённых городов Гренландии — добраться до него можно лишь самолётом (дважды в неделю из Констебль-Пинт, Исландия), затем вертолётом или лодкой — несколько месяцев в году. Население города по данным на 2013 год составляет 452 человека.

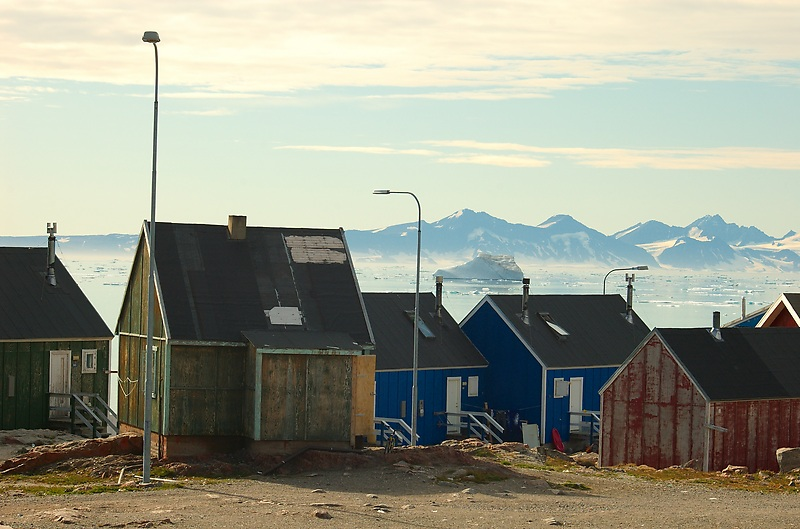
Иттоккортоормиит

## Этимология
Название Скорсбисунн происходит от исследователя и китобоя Уильяма Скорсби, нанесшего регион на карту в 1822 году. Эскимосское название Иллоккортоормиут означает «Большой Дом».

## География
Город расположен близ устья фьорда Кангертиттивак (дат. Скорсбисунн).
Коммуна Иллоккортоормиут занимала площадь 235 000 км², граничила на юге с Аммассаликом, а на севере с Северо-Восточным Гренландским национальным парком. Фауна изобилует полярными медведями, овцебыками и тюленями. Фьорд Скорсбисунн является самым большим фьордом в мире — его длина достигает 350 км, глубина — 1500 м, крупнейший остров фьорда — Земля Милна.

## История
Городок был основан в 1925 году Эйнаром Миккелсеном и ещё 70 поселенцами с корабля «Густав Холм». Это было следствием роста интереса Норвегии к региону Восточной Гренландии. 
В то же время это должно было помочь жителям Тасиилака, где жизненные условия ухудшились, и откуда жители более-менее добровольно были переселены. На новом месте их ждали богатые охотничьи угодья, с тюленями, моржами, нарвалами, полярными медведями и песцами.
Вместе с тем, в этом регионе проживало также и инуитское население, о чём свидетельствуют руины и другие археологические находки.

## Экономика
Местные охотники поколениями жили охотой на медведей и китов, которая до сих пор остаётся важным культурно-экономическим фактором в регионе. Мясо и другие животные продукты составляют основу хозяйства охотничьих семейств. Доход складывается из торговли этими продуктами, но при этом он остаётся сезонным и переменным. Мимо Иллоккортоормиита проходят большие косяки палтуса и креветок, но паковый лёд делает их добычу невозможной несколько месяцев в году.
В последнее время растёт роль туризма.

## Города-побратимы
- Дальвик (Исландия)
- Ольборг (Дания)[2]